# Южа
Южа — місто (з 1925) в Росії, адміністративний центр Южського району Івановської області.

## Географія
Місто розташоване на березі озера Вазаль, за 95 км на південний схід від Іванова. Назва від фінно-угорського «юзга» — «болото, багно». Статус міста з 1925.

## Історія
У 1556 в грамоті князів Пожарських архімандриту Суздальському Спасо-Евфімієва монастиря Михаілу згадується «Южьской рубіж». У середині XVI століття місцевість відома як «селище Южа». У 1645 Южа значилася у вотчині Никифора Юрійовича Плещеєва, нащадка старовинного московського боярського роду.
З 1859 року село Южа перебувало у володінні В'язниківського поміщика Івана Протасьєва, який вирішив побудувати там бавовняну фабрику. У 1860 році на березі озера Вазаль був побудований перший триповерховий корпус паперопрядильної фабрики. У 1865 році фабрика була куплена Шуйським купцем Асігкрітом Баліним та згодом стала відома як «Фабрика Балін» або «Южська мануфактура». При покупці фабрика мала 13776 прядильних веретен, через двадцять років, у 1885 році, фабрика мала 50136 прядильних веретен і 120 ткацьких верстатів — з паперопрядильної вона перетворилася на прядильно-ткацьку.

## Економіка
- Южська прядильно-ткацька фабрика
- Швейна фабрика
- Мостовський лісгосп

## Пам'ятки
- Вище початкове училище при фабриці Баліна (1913, архітектор Гельріх, Вулиця Радянська, 22), останнім часом — Муніципальна середня загальноосвітня школа № 3.[6]

## Відомі уродженці
- Брюханов, Олексій Іванович — Герой Радянського Союзу.
- Соколов, Африкан Федорович — Герой Радянського Союзу, підполковник.
- Тихомиров, Юрій Валерійович — російський футбольний арбітр, тренер.
- Климов, Олександр Миколайович — радянський та російський поет.